# Enderleinellus heliosciuri
Enderleinellus heliosciuri är en insektsart som beskrevs av Ferris 1920. Enderleinellus heliosciuri ingår i släktet Enderleinellus och familjen ekorrlöss. Inga underarter finns listade i Catalogue of Life.